# RED A03
RED A03 — российско-немецкий  авиационный поршневой 12-цилиндровый V-образный четырёхтактный дизельный двигатель водяного охлаждения, спроектирован специально для использования в авиации на воздушных судах взлётной массой до 6 тонн.
Первый запуск двигателя — в 2009 году.
Представлен общественности в 2010 году.
Были озвучены планы установить двигатель на самолёт Як-152 и БПЛА Альтаир.
В российской прессе утверждалось, что RED A03 является самым мощным из находящихся в эксплуатации и разработке авиационных дизелей.

## История создания
Разработчик двигателя Владимир Райхлин закончил Казанский авиационный институт по специальности инженера авиадвигателей. После института некоторое время проработал на ВАЗе. В начале 2000-х годов в Германии основал компанию RED (Raikhlin Engine Development).
Двигатель разработан RED Aircraft GmbH на средства российского холдинга «Финам». В настоящий момент[когда?] двигатели производится в Германии, в г. Аденау.
Двигатель проходил испытания на аэродроме Dahlemer Binz.
В 2010 году RED A03 V12 был в опытном порядке установлен в Германии на один из самолётов Як-52 с трёхлопастным воздушным винтом MTV-9-Е-С/CL250-29.
В 2014, 2018 годах получен сертификат EASA, в 2015 году получен сертификат типа авиационного регистра Межгосударственного авиационного комитета.

## Информация в прессе
По заверениям корпорации «Иркут», производство двигателей будет развёрнуто в России,, однако, планы не были реализованы  (по состоянию на март 2015 года в России отсутствовали производства поршневых авиационных двигателей вообще).
Было озвучено в прессе о планах Министерством обороны Российской Федерации до 2020 года закупить порядка 150 самолётов Як-152 с двигателем RED A03, и о том что оно осведомлено о немецком происхождении двигателя.

Главный редактор авиационного портала «Авиапорт» Олег Пантелеев считает, что в случае прямого запрета на продажу двигателей российским производителям авиатехники компания RED Aircraft развернёт его производство на территории нашей страны, а в худшем случае Владимир Райхлин «возьмёт документы и переедет в Россию».

## Отказ от применения на Як-152
4 августа 2023 года в интервью прессе заместитель гендиректора ОАК по гражданской авиации, гендиректор ПАО "Яковлев" Андрей Богинский заявил что в настоящий момент в возглавляемой им компании отказались от установки двигателя RED A03 на самолет Як-152 и ищут ему российскую замену..

## Уголовное преследование конструктора
В 2023 году Райхлин был осуждён судом Кобленца ФРГ и приговорён к пяти годам лишения свободы за незаконный экспорт в  Россию с 2015 по 2021 годы для военного применения в обход германских санкций.

## Технические особенности
Двигатель объёмом 6134 см³, с топливной системой типа коммонрэйл, прямым впрыском, турбонагнетателем и редуктором с соотношением передачи 1:1,78, с электронной системой управления.
Электронная система управления двигателем, используя особенности конструкции, позволяет разделять левую и правую стороны, образуя по необходимости два 6-цилиндровых силовых агрегата. Производство системы управления — Bosch/Red Aircrafts.
Конструкционный материал блока цилиндров — прочный алюминиевый сплав. Порядок работы цилиндров: 1-7-2-8-4-10-6-12-5-11-3-9. 4 клапана на цилиндр с гидравлическими толкателями. Клапаны из нимоника со стеллитовым покрытием.
Распредвал — термообработанный чугун с приводом от шестерёнок способом прямого зацепа.
Давление воздуха во впускном коллекторе - изменяемое системой управления двигателем в зависимости от высоты полёта.
Системы двигателя дублированные: топливная, охлаждения, турбонаддува, электропитания. Все они состоят из двух независимых контуров, каждый из которых обслуживает «свой» блок цилиндров. За счёт этого при отказе одной из подсистем двигатель сохраняет часть мощности, что даёт возможность пилоту совершить безопасную посадку.
Многие узлы двигателя спроектированы на уровне изобретений, например, электронный блок управления двигателем, который позволяет сочетать высокий уровень отказобезопасности с гибкостью управления, в частности, даёт возможность оптимизировать работу дизеля при изменяющемся цетановом числе топлива.
Корпорация «Иркут» заявляет беспроблемный запуск двигателя при температуре до −25° С, однако, документация EASA предусматривает минимальную температуру запуска только до −20° С..

### Мощность
| Показатель                             | кВт | л. с. | обороты | обороты на валу | примечание       |
| -------------------------------------- | --- | ----- | ------- | --------------- | ---------------- |
| Взлётная мощность                      | 368 | 500   | 4000    | 2127            | не более 5 минут |
| Продолжительная мощность               | 338 | 460   | 3750    | 1995            |                  |
| Мощность в крейсерском режиме экономии | 294 | 400   | 3500    | 1862            |                  |

Источник: